# Ommatotriton
Ommatotriton is een geslacht van salamanders uit de familie echte salamanders (Salamandridae). De groep werd voor het eerst wetenschappelijk beschreven door John Edward Gray in 1850.
Er zijn twee soorten die lange tijd behoorden tot het geslacht Triturus. Alle soorten komen voor in delen van Azië en het Midden-Oosten, en leven in de landen Armenië, Georgië, Irak, Israël, Jordanië, Libanon, Rusland, Syrië en Turkije.

## Indeling
Geslacht Ommatotriton
- Soort Ommatotriton ophryticus
- Soort Ommatotriton vittatus – Bandsalamander